# CIA
 For alternative betydninger, se CIA (flertydig). (Se også artikler, som begynder med CIA)
Central Intelligence Agency, ofte blot kendt under dens forkortelse CIA, er det amerikanske efterretningsvæsen for udenlandske efterretninger. CIA har ansvar for indsamling – primært gennem brug af menneskelig intelligens (HUMINT) og dækoperationer – og analyse af efterretning om udenlandske statsmagter, selskaber og personer. Agenturet har også en betydelig paramilitær organisation. 
CIA er en del af USA's efterretningsfællesskab (IC), hvor CIA-direktøren rapporterer direkte til dennes leder (DNI). Agenturet er primært fokuseret på at levere efterretninger til USA's præsident og dennes kabinet. CIA har hovedkvarter i Langley, Virginia få kilometer vest for Washington D.C. tæt ved Potomacfloden, hvilket har givet agenturet det uofficielle ordsprog "Vi ses på Langley".  
I modsætning til FBI, har CIA ingen retshåndhævende funktion og er primært fokuseret på udenlandske efterretningsindsamling, hvorfor CIA kun i begrænset omfang er beskæftiget med efterretningsindsamling inden for USA's grænser. CIA er således ved lov begrænset til ikke at må indsamle efterretninger om amerikanske statsborger og beboere, hvorfor agenturets efterretningsindsamling indenrigs oftest blot er begrænset til frivillig afrapportering fra amerikanske statsborgere, der har været udenlandsk. CIA kan i nogen grad sammenlignes med den israelske efterretningstjeneste Mossad, den russiske efterretningstjeneste SVR, den britiske efterretningstjeneste MI6 og den tyske efterretningstjeneste BNP. 
Efter opløsningen af Office of Strategic Services (OSS) i slutningen af 2. verdenskrig oprettede præsident Harry S. Truman Central Intelligence Group (CIG) ved præsidentielt dekret d. 22. januar 1946. Denne gruppe blev omdannet til Central Intelligence Agency (CIA) ved implementering af National Security Act of 1947. Fra 1946 og frem til 2005 havde lederen af agenturet officielt titlen Director of Central Intelligence og ledede, foruden CIA (eller CIG), også USA's efterretningsfællesskab (IC). Fra 2005 og frem har direktøren for CIA været underordnet DNI (den nyoprettede leder af efterretningsfælleskab) og officielt haft titlen Director of the Central Intelligence Agency.
CIA har været genstand for mange kontroverser, herunder menneskerettighedskrænkelser, spredning af propaganda og hjemmeaflytning af amerikanske statsborgere. Ligeledes har agenturet angiveligt været involveret narkotikahandel og medvirket til at orkestrere forskellige statskup i forskellige lande.

## Organisation
CIA er organiseret i tre direktorater og et antal mindre enheder, kontorer og afdelinger.
- Direktoratet for efterretning (Directorate of Intelligence) er den analytiske afdeling i CIA, ansvarlig for produktion og formidling af efterretning om centrale udenrigsspørgsmål.
- Direktoratet for videnskab og teknologi (Directorate of Science and Technology) frembringer og anvender innovativ teknologi til støtte for indsamling af efterretning.
- Direktoratet for operationer (Directorate of Operations) er ansvarlig for den skjulte indsamling af efterretning.

## Historie
CIA blev dannet i 1947 af præsident Harry S. Truman. CIA var en efterfølger af Office of Strategic Services (OSS) fra 2. verdenskrig. OSS blev opløst i 1945. Den nye organisation skulle ligge under præsidentens kontrol. Militæret og FBI var imod at der skulle dannes en ny efterretningsorganisation. Alligevel blev Central Intelligence Agency og National Security Council dannet i september 1947.
I 1949 kom Central Intelligence Agency Act. Denne lov gav CIA anledning til at bruge hemmelige skattemæssige og administrative procedurer i sit arbejde. Loven fratog også CIA begrænsninger i brug af føderale midler. Den gav også CIA anledning til at skjule CIA's organisationsmæssige opbygning, funktioner, stillinger, titler, lønninger og antallet af ansatte. 
CIA stod også bag et program med navnet PL-110. Det skulle få mange udenlandske overløbere gennem immigrationsmyndighedernes tjek uden store problemer, så de kunne få en ny identitet og økonomisk støtte.
CIA rapporterer direkte til Kongreskomiteen i den amerikanske kongres, men henvender sig også direkte til præsidenten. Den nationale sikkerhedsrådgiver er et permanent medlem af regeringen. Han har ansvaret for at orientere præsidenten i efterretningssager. Han repræsenterer alle amerikanske efterretningsorganisationer. 
I 1988 blev George H. W. Bush den første CIA-chef, som blev amerikansk præsident.

## Diverse kontroverser

### Hemmeligt fangeprogram
CIA er blevet kritiseret for at "flytte" terrormistænkte rundt i verdenen og blandt andet flyve dem til lande der påstås at bruge tortur under forhør, — et program der begyndte under Bill Clinton i 1995.
Tidligere CIA-chefer har berettet at en person der havde politisk asyl i Danmark, den egyptiske mand Abu Talal fra den egyptiske terrororganisation al-Gama'a al-Islamiyya, var den allerførste person i programmet. 
Han blev fanget under en rejse i Kroatien, og CIA "flyttede" ham til Egypten hvor han blev henrettet.
DR1 påstod i et program den 30. januar 2008, at CIA har benyttet dansk luftrum og lufthavn i Grønland i forbindelse med CIA hemmelige fangeprogram.
De hemmelige flytransporter har også været i Danmark.
Nogle dage efter dokumentarfilmens udsendelse udtalte  den tidligere chef for CIA's hemmelige operation i Europa, Tyler Drumheller, til Politiken at europæiske allierede i 2001 var blevet informeret om at CIA forbeholdte sig ret til at udføre "ensidige aktioner" i Europa.

### Kontroversielle CIA-programmer
Operation Mockingbird: var et CIA-program, der forsøgte at manipulere amerikanske nyhedsmedieorganisationer af hensyn til forskellige propagandaformål. Angiveligt rekrutterede Operation Mockingbird førende amerikanske journalister til et propagandanetværk og styrede operationen gennem forskellige frontorganisationer.
Projekt MKUltra: var kodenavnet på et (ulovligt) menneskeligt forsøgsprogram designet og iværksat af CIA. Forsøgene havde til formål at udvikle procedurer og identificere stoffer (såsom eksempelvis LSD), der kunne bruges i forhør og ville fremtvinge tilståelser gennem hjernevask og psykologisk tortur.